# Westport (Massachusetts)
Westport es un pueblo ubicado en el condado de Bristol en el estado estadounidense de Massachusetts. En el Censo de 2010 tenía una población de 15.532 habitantes y una densidad poblacional de 92,81 personas por km².

## Geografía
Westport se encuentra ubicado en las coordenadas 41°34′51″N 71°4′55″O / 41.58083, -71.08194. Según la Oficina del Censo de los Estados Unidos, Westport tiene una superficie total de 167.35 km², de la cual 129.08 km² corresponden a tierra firme y (22.87%) 38.28 km² es agua.

## Demografía
Según el censo de 2010, había 15.532 personas residiendo en Westport. La densidad de población era de 92,81 hab./km². De los 15.532 habitantes, Westport estaba compuesto por el 97.67% blancos, el 0.46% eran afroamericanos, el 0.05% eran amerindios, el 0.66% eran asiáticos, el 0.03% eran isleños del Pacífico, el 0.29% eran de otras razas y el 0.84% pertenecían a dos o más razas. Del total de la población el 0.89% eran hispanos o latinos de cualquier raza.